# Orcaella
Orcaella è un genere di Cetacei Odontoceti della famiglia Delphinidae.

## Tassonomia
Per lungo tempo l'unica specie nota è stata l'orcella asiatica (Orcaella brevirostris). Nel 2005 analisi genetiche hanno mostrato che l'orcella australiana (Orcaella heinsohni) è una seconda specie strettamente imparentata con O. brevirostris. Recenti analisi molecolari indicano inoltre che il genere Orcaella è strettamente imparentato con le orche del genere Orcinus, formando così con essa la sottofamiglia Orcininae.